# The Post (film)
 For alternative betydninger, se The Post. (Se også artikler, som begynder med The Post)
The Post er en amerikansk historisk dramafilm fra 2017, instrueret og produceret af Steven Spielberg. Manuskript blev skrevet af Liz Hannah og Josh Singer. Meryl Streep, Tom Hanks, Sarah Paulson, Bob Odenkirk, Tracy Letts, Bradley Whitford, Bruce Greenwood, Carrie Coon og Matthew Rhys spiller hovedrollerne.

## Handling
Filmen er baseret på den sande historie om offentliggørelsen af "The Pentagon Papers" i 1971, en dokumentsamling om den amerikanske rolle i Vietnamkrigen. Den amerikanske regering havde været bag en massiv dækoperation i tre årtier, som systematisk førte det amerikanske folk bag lyset. Filmen handler grundlæggende om Ben Bradlee (Hanks), redaktør af The Washington Post , og hans chef, avisudgiver Katharine Graham (Streep). Katharine skal træffe den vanskelige beslutning om at offentliggøre eller ej, og hun står over for pres fra alle sider. De skal risikere både karriere og fængsling for at offentliggøre statshemmeligheder.

## Medvirkende
- Meryl Streep som Kay Graham
- Tom Hanks som Ben Bradlee
- Sarah Paulson som Tony Bradlee
- Bob Odenkirk som Ben Bagdikian
- Tracy Letts som Fritz Beebe
- Bradley Whitford som Arthur Parsons
- Bruce Greenwood som Robert McNamara
- Carrie Coon som Meg Greenfield
- Matthew Rhys som Daniel Ellsberg
- Alison Brie som Lally Graham
- Jesse Plemons som Roger Clark
- David Cross som Howard Simons
- Zach Woods som Anthony Essaye
- Pat Healy som Phil Geyelin
- Michael Stuhlbarg som Abe Rosenthal
- Jessie Mueller som Judith Martin
- Stark Sands som Don Graham
- Neal Huff som Tommy Winship